# Istamo
Istamo (tiếng Ả Rập: اسطامو) là một ngôi làng Syria ở huyện Qardaha thuộc tỉnh Latakia. Theo Cục Thống kê Trung ương Syria (CBS), Istamo có dân số 2.288 người trong cuộc điều tra dân số năm 2004.